# Winston (nome)
Winston  è un nome proprio di persona inglese maschile.

## Origine e diffusione
Riprende l'omonimo cognome inglese, derivante da un toponimo a sua volta basato sul nome inglese antico Wynnstan, che vuol dire "pietra della gioia", essendo formato da wynn ("gioia", da cui anche Rowena, Selwyn ed Eowyn) e stan ("pietra", da cui anche Dunstano e Stanley).

## Onomastico
Il nome è adespota, cioè non è portato da alcun santo. L'onomastico quindi si festeggia il giorno di Ognissanti, che è il 1º novembre.

## Persone

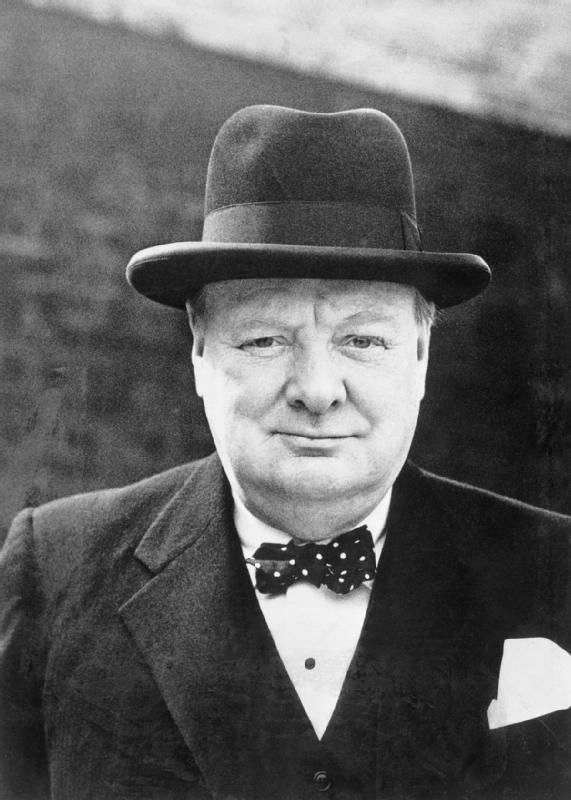
Winston Churchill

- Winston Bennett, cestista e allenatore di pallacanestro statunitense
- Winston Bogarde, calciatore olandese
- Winston Churchill, politico, storico e giornalista britannico
- Winston Crite, cestista statunitense
- Winston Foster, vero nome di Yellowman, cantante giamaicano
- Winston Garland, cestista statunitense
- Winston Groom, scrittore statunitense
- Winston Guy, giocatore di football americano statunitense
- Winston McAnuff, cantante e compositore giamaicano
- Winston Parks, calciatore costaricano
- Winston Reid, calciatore neozelandese
- Winston Scott, astronauta statunitense

## Il nome nelle arti
- Winston Payne è un personaggio della serie di videogiochi Ace Attorney.
- Winston P. Sanders era uno pseudonimo utilizzato dallo scrittore Poul Anderson.
- Winston Smith è un personaggio del romanzo di George Orwell 1984.
- Winston Wolf è un personaggio del film del 1994 Pulp Fiction, diretto da Quentin Tarantino.
- Winston Zeddemore è un personaggio della serie di Ghostbusters - Acchiappafantasmi.